# VC Unic Piatra Neamț
Volei Club Unic Piatra Neamț este un club de volei românesc înființat în 1964 și cu sediul în Piatra Neamț care evoluează în sezonul 2024-2025 în Divizia A2 Seria Est.
| Nume                  | Perioada |
| --------------------- | -------- |
| CSM UNIC Piatra Neamt |          |
| VC Unic Piatra-Neamt  |          |

## Palmares
Divizia A1
 Campioane (1): 2002.
 Vicecampioane (1): 2003.
 Divizia A2
 Locul 3 (1): 2019-20
 Cupa României
 Câștigătoare (1) : 2003.
 Locul 3 (2): 2011-12, 2013-14
 Cupa BVA
 Câștigătoare (1): 2009-2010
 Finaliste (1): 2011-2012
 Cupa Challenge
- Locul 5 (2): 2006-07, 2007-08

 Cupa CEV
- Locul 9 (1): 1994-95

## Jucătoare
| - Adelina-Nicoleta Teleagă - Adina Stanciu - Adriana Bobi - Alexandra Ciucu - Alexandra-Andreea Pintea - Alina Signeanu - Ana Otasević - Ana-Maria Hambele - Anastasiya Trach - Andra Ciucu - Andra-Diana Cozma - Andreea Marin-Iliescu | - Andreea Munteanu - Andreea-Georgiana Bulai - Aliona Martîniuc - Carmen-Andreea Mateaș - Cristina-Mihaela Zanfir - Daniela Lupescu - Dušanka Biberović - Elena Lăpușneanu - Elena Zaharia - Florina Chirilov - Florentina Nedelcu - Gabriela-Bianca Dancu | - Ioana Roman - Ioana Simovici-Marin - Irina Andreica - Iuliana Matache - Laura-Rodica Mastahac - Liliana-Elena Curcă - Lorena-Raisa Ciocian - Mădălina-Elena Popîrda - Maria-Angelica Harbuz-Chivorchian - Maria-Ramona Elisei - Mihaela Albu | - Mihaela Ozun - Olga Trach - Raluca Pichiu - Raluca-Dumitrița Cloșcă - Raluca-Elena Pichiu - Raluca-Georgiana Purice-Aivănoaiei - Sorina-Adriana Buz - Ștefania-Cătălina Tănase - Ștefania-Cristiana Șuțan - Yasmin-Gabriela Constantin |

## Antrenori
- Aurel Cazacu (2009-2010)[2]
- Mihaela-Angela Voivod (2014-2015)
- Cătălin Știrbu (2015-16)[3]
- Rareș Gavril (2016-17)